# Поллес
Поллес, Полл (др.-греч. Πόλλης) — царь фракийского племени одомантов, упоминаемый в 422 году до н. э. в связи с событиями Пелопоннесской войны
О Поллесе в своей «Истории» сообщает Фукидид. Во время похода к Амфиполю в 422 году до н. э. афинский стратег Клеон отправил своих послов к македонскому царю Пердикке II с требованием исполнить союзнические обязательства и прибыть с войском, а также просил Поллеса прислать как можно больше фракийских наёмников. По замечанию Т. Д. Златковской, Поллес был полностью самостоятельным властителем. Хотя часть племён союза юго-западных фракийцев, живших между Аксием и Стримоном, подчинялись Македонии, другие — занимавшие земли в междуречье нижнего Стримона и Неста — сохраняли свою независимость и от македонян, и от одрисов.